# Simen Bolkan Nordli
Simen Bolkan Nordli, född 25 december 1999, är en norsk fotbollsspelare som spelar för Randers FC. Hans far, Leif Nordli, är en före detta fotbollsspelare som spelat för bland annat HamKam och Rosenborg.

## Karriär
Bolkan Nordli började spela fotboll i Ottestad som treåring. Han blev uppflyttad till A-laget i 3. divisjon som 14-åring, där hans far var tränare. Som 16-åring värvades Bolkan Nordli av HamKam. Bolkan Nordli debuterade den 4 juni 2016 i en 0–0-match mot Byåsen i 2. divisjon, där han blev inbytt i den 88:e minuten. Totalt spelade Bolkan Nordli 86 tävlingsmatcher och gjorde 26 mål för HamKam mellan 2016 och 2019.
Den 2 januari 2020 värvades Bolkan Nordli av Aalesund, där han skrev på ett treårskontrakt. Bolkan Nordli spelade 28 ligamatcher och gjorde fyra mål för Aalesund under säsongen 2020, då klubben blev nedflyttade till 1. divisjon.
Den 27 juli 2022 meddelade danska Randers FC att de värvat Bolkan Nordli på ett 3,5-årskontrakt med start i januari 2023.